# Wormvissen
Wormvissen (Microdesmidae) zijn een familie van straalvinnige vissen uit de orde van Baarsachtigen (Perciformes).

## Geslachten
- Cerdale D. S. Jordan & C. H. Gilbert, 1882
- Clarkichthys J. L. B. Smith, 1958
- Gunnellichthys Bleeker, 1858
- Microdesmus Günther, 1864
- Nemateleotris Fowler, 1938
- Paragunnellichthys C. E. Dawson, 1967
- Parioglossus Regan, 1912
- Ptereleotris T. N. Gill, 1863